# Большая вода (фильм)
Большая вода (макед. Големата вода) — македонский фильм 2004 года, режиссёром и сценаристом которого выступил Иво Трайков; экранизация одноимённого романа Живко Чинго. Композитором выступил Кирил Джайковский. На экраны вышел 30 марта 2004 года.

## Сюжет
Сюжет основан на романе Живко Чинго 1971 года — это воспоминания Лема Никодиноского, которого в самом начале фильма отвозят в больницу после сердечного приступа. Лем вспоминает о своём детстве: о том, как он лишился родителей и попал после окончания Второй мировой войны в приют для сирот, где царила железная дисциплина. Директор приюта Аритон постоянно пытался стравить сирот друг с другом, считая их врагами новой власти, и заставлял их следовать новой идеологии. Вместе с харизматичным другом Исаком Лем становится одним из тех детей, кто даёт отпор Аритону, не теряя чувство собственного достоинства.

## В ролях
- Сашо Кекеновский — Лем Никодиноский в детстве
- Майя Станковская — Исак Кейтен
- Митко Апостоловский — Аритон
- Верица Недеская — Оливера Срезоска
- Мето Йовановский — Лем Никодиноский в старости
- Раде Шербеджия — Лем Никодиноский в старости (озвучка)

## Премии и критика
Фильм «Большая вода» выиграл Гран-при Валенсийского кинофестиваля и был даже номинирован на премию «Оскар» как лучший фильм на иностранном языке в 2005 году, но не попал в шорт-лист. Критики дали высокую оценку фильму: так, сайт Rotten Tomatoes дал фильму оценку 71% на основе 21 отзыва, на основе 15 отзывов другой сайт Metacritic поставил фильму оценку в 62 балла.